# Tignes
Tignes, é uma comuna francesa do departamento da Saboia, na região francesa de Auvérnia-Ródano-Alpes.
Na origem uma pequena localidade encoberta pela água da barragem de Chevril inaugurada em 1852, aparece do nada para rapidamente se tornar  uma  estação de esqui reconhecida pela qualidade da neve na região.
Conjuntamente com Val d'Isère, Tiges faz parte do domínio de esqui conhecido pelo Espaço Killy.

## Geografia
A montante do vale da Tarentaise que parte do colo do Iseran e passar por   Bourg-Saint-Maurice.